# 肥後氏
肥後氏（ひごし）は日本の氏族で、薩摩国、大隅国の国人で藤原北家勧修寺流を称し、その嫡流（直系）には種子島氏がいる。

## 概要

### 南北朝以前
平安時代から鎌倉時代にかけての公卿で藤原北家勧修寺流の藤原経房の二男、肥後守時経に始まるという。
鎌倉時代に大隅国守護名越流北条氏に仕え、北条朝時が任ぜられた守護職、地頭職の守護代、地頭代となり現地に下向した。
北条朝時の子、北条時章の時、二月騒動の際に信基、信家父子は切腹している。
以降、代々名越北条氏に仕え、元弘3年（1333年）の北条氏滅亡の際には一族の多くが自刃したと伝わる。

### 南北朝
肥後時基は観応の擾乱で足利方となり、最中の1351年（観応2年）に日向国守護畠山直顕より感状を与えられる。足利義詮および九州探題今川了俊から、時基の子である肥後時充に日向征伐を求める書状が届いた。この時了俊から多禰島殿と称されたのが種子島姓の初出である。
南北朝期に畠山氏と島津氏との抗争が激化するが、肥後氏（種子島氏）は島津氏にも接近し、時充の子である肥後頼時は島津方として討死している。
南北朝合一が成ると了俊は中央へ呼び戻され、肥後氏は島津氏と和して臣従し、嫡流が種子島島主となり支配を固め、種子島氏と称した。
島津氏の下で小番や御小姓与の家格を得た。

### 近世
種子島氏は江戸時代には薩摩藩の家老に任ぜられた。
16代種子島久時の娘は島津家家老・伊勢貞昌の子、伊勢貞豊に嫁いで娘（島津光久正室・曹源院殿）を生み、その嫡男島津綱久以降、代々の島津家当主は種子島氏の血を引いている。

### 近代
現在の鹿児島郡武村に住んだ城下士、肥後伊兵衛の子、直右衛門は隣家が西郷隆盛だったため、「直ドン」と可愛がられ、西南戦争において西郷軍に従軍。その弟直熊は幼少のだったが、「直坊」と愛称され、膝の上で遊んだという。昭和2年（1927年）の西郷没後50年祭の契機に、昔の思い出をもとに西郷を描いた肥後直熊の絵は、真実の西郷に最もよく似ていると評価され、同種のものが石版刷りとなって広く頒布された。

### 現代
女子プロゴルファーの肥後かおりは、肥後直右衛門の曾孫にあたる。
島津綱久以降、代々の島津家当主は種子島氏の血を引いており、香淳皇后の母久邇宮邦彦王妃俔子は最後の薩摩藩主島津忠義の八女に当たる。よって明仁上皇は肥後氏（種子島氏）の血をも引いている。